# رالوکا یونیچ
رالوکا یونیچ (انگلیسی: Raluca Ioniță؛ زادهٔ ۹ ژوئن ۱۹۷۶) قایقران کایاک، و قایقران کانو اهل رومانی است.